# Николенко, Павел Фёдорович
Павел Фёдорович Николенко (24 августа 1914, Чалдовар, Сырдарьинская область — 3 января 1983, Харьков) — лейтенант Рабоче-крестьянской Красной Армии, участник Великой Отечественной войны, Герой Советского Союза (1943).

## Биография
Павел Николенко родился 24 августа 1914 года в селе Чалдыбар (ныне — Чалдовар Панфиловского района Чуйской области). После окончания семи классов школы работал в колхозе. В августе 1941 года был призван на службу в Рабоче-крестьянскую Красную Армию. В 1943 года окончил Владивостокское пехотное училище. С февраля того же года — на фронтах Великой Отечественной войны.
К октябрю 1943 года гвардии лейтенант Павел Николенко командовал 3-й стрелковой ротой 12-го гвардейского воздушно-десантного полка 4-й гвардейской воздушно-десантной дивизии 60-й армии Центрального фронта. Отличился во время битвы за Днепр. 6 октября 1943 года во время боёв на плацдарме на западном берегу Днепра он поднял свою роту в атаку, нанеся противнику большие потери, только лично уничтожив около 20 его солдат и офицеров. В критический момент боя Николенко заменил собой выбывшего из строя командира батальона и успешно руководил этим подразделением до переправы основных сил.
Указом Президиума Верховного Совета СССР от 17 октября 1943 года за «мужество и героизм, проявленные в боях на Днепровском плацдарме» гвардии лейтенант Павел Николенко был удостоен высокого звания Героя Советского Союза с вручением ордена Ленина и медали «Золотая Звезда» за номером 3555.
Весной 1944 года в бою Николенко получил тяжёлое ранение и в августе того же года уволен из Вооружённых Сил СССР по состоянию здоровья. Проживал и работал сначала в городе Пржевальске Киргизской ССР, затем в Харькове на Салтовке. На ул.Героев труда, 36 установлен памятный обелиск в его честь. Скончался 3 января 1983 года, похоронен на харьковском кладбище № 2.
Был также награждён орденом Отечественной войны 2-й степени и рядом медалей.